# 油順
油順精密股份有限公司（簡稱油順精密、ASHUN）（ASHUN FLUID POWER CO., LTD.），臺灣的空、油壓零組件(缸、閥、蓄壓器、動力單元)製造公司，位於台中精密機械園區。是液壓動力系統設計起家，主要生產各式液壓、氣壓產品，產品具有高度客製化能力。油順精密股份有限公司，曾獲得臺灣經濟部中小企業處第18屆「小巨人獎」。始於2002年，與日本油壓缸大廠KYB-ES合作代工。

## 產品應用
廣泛至車輛、醫療、航太、建設、船舶、農業機械、升降機等。

## 解釋
油壓制動器是一種能將流體能量轉換為線性的機械力或運動的裝置，控制可動件在缸內作直線的往復運動，是許多為了達省力化及自動化的機械必備零組件。

## 報導資訊
- （繁體中文） 油順精密 榮獲第18屆小巨人獎 （页面存档备份，存于）
- （繁體中文） 油順精密新廠啟用 產能躍升40% （页面存档备份，存于）

## 外部連結
- （繁體中文） 台灣公司資料